# ヨッヘン・ショップス
ヨッヘン・ショップス（Jochen Schöps、1983年10月8日 - ）はドイツの男子バレーボール選手。ポジションはオポジット。元ドイツ代表。

## 来歴
- クラブチーム

フィリンゲン＝シュヴェニンゲン出身。2001年、Volleyball Juniors Frankfurtへ入団。2002/03シーズンはVCOベルリンでプレーした。2003/04シーズンにVfBフリードリヒスハーフェンへ移籍し、2004/05、2005/06、2006/07シーズンのブンデスリーガで3連覇を果たし、2007年の欧州チャンピオンズリーグでは優勝を果たし、自身もMVPに選らばた。また、ドイツカップでは4度のタイトルを獲得した。その後はロシアスーパーリーグのイスクラ・オジンツォボへ移籍し、2007/08、2008/09シーズンのリーグでは2年連続で準優勝、2011/12シーズンのリーグで3位となった。また、2009年の欧州チャンピオンズリーグではベストスコアラー賞を受賞した。2012/13シーズンにポーランドプラスリーガのアセッコ・レソヴィア・ジェシュフへ移籍。6年間在籍しチームの中心選手として活躍。リーグ優勝2回、準優勝2回、2015年の欧州チャンピオンズリーグで準優勝の成績を残した。2014/15シーズンのプラスリーガではMVPに選ばれた。2018/19シーズンはフランスリーグのAlterna Stade Poitevinでプレーしリーグ7位となった。2019/20シーズンからはブンデスリーガのUnited Volleys Frankfurtでプレーし、2020/21シーズンのドイツカップで優勝、2021/22シーズンのリーグ4位となった。
- 代表チーム

2002年にシニアのドイツ代表に初選出され、同年のワールドリーグでデビュー。2005年の欧州選手権に出場し7位となった。2006年、世界選手権に出場し9位となった。2007年の欧州選手権では5位となった。2008年、北京五輪に出場した。2010年、世界選手権に出場した。2012年、ロンドン五輪に出場した。2013年、欧州選手権に出場した。2014年、ポーランドで開催された世界選手権に出場し銅メダルを獲得した。2015年のヨーロッパゲームズで金メダルを獲得した。

## 球歴
- オリンピック - 2008年、2012年
- 世界選手権 - 2006年、2010年、2014年
- 欧州選手権 - 2003年、2005年、2007年、2009年、2011年、2013年、2015年
- ワールドリーグ - 2002年、2003年、2010年、2011年、2012年、2013年、2014年

## 受賞歴
- 2002年　U-20世界選手権　ベストスパイカー賞
- 2004年　2003/04ドイツブンデスリーガ　ベストサーバー賞
- 2005年　2004/05ドイツブンデスリーガ　ベストサーバー賞
- 2006年　2005/06ドイツブンデスリーガ　MVP、ベストスパイカー賞、ベストサーバー賞
- 2007年　2006/07ドイツブンデスリーガ　MVP、ベストスパイカー賞、ベストサーバー賞
- 2007年　欧州チャンピオンズリーグ　MVP
- 2009年　欧州チャンピオンズリーグ　ベストスコアラー賞
- 2009年　ヨーロッパリーグ　MVP、ベストスパイカー賞
- 2015年　2014/15ポーランドプラスリーガ　MVP

## 所属クラブ
- Volleyball Juniors Frankfurt（2001-2002年）
- VCOベルリン（2002-2003年）
- VfBフリードリヒスハーフェン（2003-2007年）
- イスクラ・オジンツォボ（2007-2012年）
- アセッコ・レソヴィア・ジェシュフ（2012-2018年）
- Alterna Stade Poitevin（2018-2019年）
- United Volleys Frankfurt（2019-2022年）
- SSGランゲン（2022-）